# Man's Law
Man's Law est un film muet américain réalisé par Colin Campbell et sorti en 1915.

## Fiche technique
- Réalisation : Colin Campbell
- Scénario : Colin Campbell, d'après une histoire de James Oliver Curwood
- Date de sortie : 
  - États-Unis : 13 septembre 1915